# الهجوم على بول بيلوسي
في 28 أكتوبر عام 2022 هاجم متسلل بول بيلوسي، زوج نانسي بيلوسي البالغ من العمر 82 عامًا، والتي كانت آنذاك الناطقة باسم مجلس النواب الأمريكي. ضرب المهاجم بول بيلوسي بمطرقة أثناء عملية سطو على منزل الزوجين في مرتفعات المحيط الهادئ في سان فرانسيسكو. وقد أصيب بيلوسي بجروح خطيرة وخضع لعملية جراحية لجمجمته المكسورة.
وألقت شرطة سان فرانسيسكو القبض على ديفيد ديبيب البالغ من العمر 42 عامًا في مكان الحادث. وبحسب ما ورد كان قد خطط لأخذ رئيسة مجلس النواب بيلوسي كرهينة واستجوابها. ويعتقد الادعاء أن الهجوم له دوافع سياسية. كان لدى ديبيب تاريخ من مشاكل الصحة العقلية وتعاطي المخدرات. وقبل الهجوم كان قد تبنى العديد من نظريات المؤامرة اليمينية المتطرفة، بما في ذلك نظريتا المؤامرة كيو أنون وبيتزا غيت، وادعاءات دونالد ترامب الكاذبة بشأن سرقة الانتخابات في عام 2020. وعلى الإنترنت نشر منشورات تآمرية وعنصرية وجنسية ومعادية للسامية، وروج لمعلومات خاطئة عن اللقاح لفيروس كوفيد-19. وتحتوي مدونته أيضًا على أفكار وهمية.
في 31 أكتوبر جرى اتهام ديبيب بارتكاب جريمتين فيدراليتين: الاعتداء على أحد أفراد عائلة مسؤول فيدرالي مباشر بقصد الانتقام من المسؤول بسبب أداء واجباته الرسمية؛ ومحاولة اختطاف مسؤول فيدرالي بسبب أداء واجباته الرسمية. كما جرى اتهامه بستة جنايات حكومية، بما في ذلك محاولة القتل، والسطو على المنازل، والاعتداء بسلاح مميت، وإساءة معاملة المسنين. وفي غضون أيام شاركت شخصيات بارزة، بما في ذلك الرئيس السابق دونالد ترامب، معلومات مضللة وكاذبة حول الهجوم، ما ألقى ظلالًا من الشك على دوافع المهاجم وزعم أن الهجوم كان عملية راية كاذبة.

## الاقتحام والهجوم
خلال تحقيق الشرطة قال ديفيد ديبيب إنه تمكن من الوصول إلى مقر إقامة بيلوسي عن طريق اختراق الأبواب الزجاجية في الجزء الخلفي من المنزل. وأظهرت لقطات كاميرا الشرطة التي جرى إصدارها لاحقًا الزجاج المكسور على الأرض، وأظهر فيديو مراقبة المنزل ديبيب وهو يقتحم الجزء الخلفي من المنزل بضربات متكررة بالمطرقة. وفي وقت الاقتحام كان بول بيلوسي البالغ من العمر 82 عامًا نائمًا في غرفة نوم بالطابق الثالث. وأيقظ الدخيل بيلوسي وطالبه بالتحدث إلى «نانسي»؛ وعندما قال بيلوسي إنها ليست في المنزل، قال الدخيل إنه سينتظرها.
اتصل بيلوسي برقم الطوارئ 911 عبر هاتفه المحمول في الساعة 2:27 صباحًا بتوقيت منطقة المحيط الهادئ، ولكن عندما نصحه عامل الإرسال بتحويل اتصاله إلى شرطة سان فرانسيسكو، أشار بيلوسي إلى أنه لا يحتاج الشرطة أو الإطفاء أو المساعدة الطبية. ثم استفسر بيلوسي لاحقًا عن وجود شرطة الكابيتول وذكر أن «السيد» (ديبيب) كان ينتظر عودة زوجته نانسي بيلوسي. ثم نصح المرسل بيلوسي «بمعاودة الاتصال بنا إذا غيرت رأيك». واصل بيلوسي المحادثة من خلال مشاركة المزيد من التفاصيل حول تصرفات ومطالب ديبيب. وأجرى المرسل بعد ذلك سلسلة من الاستفسارات لتوضيح الموقف. وفي مرحلة ما شارك ديبيب في هذا التبادل بمشاركة اسمه الكامل مع المرسل. وانتهت المكالمة بعد أن أشار بيلوسي إلى أن ديبيب يريده «أن يبتعد عن الهاتف بحق الجحيم» ويشكر المرسل. وقد دفعت المكالمة مرسل 911 إلى إرسال الشرطة لمساعدة بيلوسي لتفحص الوضع، والذي كان له الفضل في إنقاذ حياته.
وصل ضباط قسم شرطة سان فرانسيسكو بسرعة إلى مقر إقامة بيلوسي وطرقوا الباب في الساعة 2:31 صباحًا وفتح بيلوسي الباب. ومن خارج المنزل لاحظت الشرطة أن ديبيب وبيلوسي يكافحان للوصول إلى مطرقة عند المدخل. وأمام الشرطة أخذ ديبيب المطرقة وهاجم بيلوسي بضربة واحدة. تُظهر لقطات الكاميرا التي جرى إصدارها لضباط شرطة سان فرانسيسكو الباب مفتوحًا بينما يتعارك ديبيب مع بيلوسي. وأمسك ديبيب المطرقة بيد وذراع بيلوسي باليد الأخرى. بعد أن أمره أحد الضباط بإسقاط المطرقة، رد ديبيب «آه، كلا» واندفع نحو بيلوسي، وأرجح المطرقة فوق رأسه ليضربه.
ثم قامت الشرطة بالتعامل مع ديبيب واعتقلته. وبعد القبض على الدخيل اكتشفت الشرطة عدة أربطة مضغوطة، وشريطًا لاصقًا، وحبلًا أبيضًا، ومطرقة ثانية، وقفازات مطاطية وقماشية في حقيبة ظهره. ووفقًا للمحققين كان لدى ديبيب قائمة بالأهداف المحتملة الإضافية.
بعد الهجوم خضع بيلوسي لعملية جراحية لعلاج كسر في الجمجمة في مستشفى زوكربيرغ سان فرانسيسكو العام. كما تلقى العلاج من إصابات خطيرة في يديه وذراعه اليمنى. وخرج بيلوسي من المستشفى في 3 نوفمبر. وجرى علاج ديبيب في نفس المستشفى من إصابات طفيفة (على وجه التحديد خلع في الكتف)؛ وبعد خروجه من المستشفى جرى نقله إلى سجن مقاطعة سان فرانسيسكو.
كانت نانسي بيلوسي في واشنطن العاصمة وقت الهجوم. وهرعت عائدة إلى سان فرانسيسكو على متن طائرة حكومية، ورافقها موكب إلى المستشفى حيث كان زوجها يعالج. وفي اليوم التالي كتبت رسالة بقالب «الزملاء الأعزاء» إلى أعضاء مجلس النواب، قائلة إن عائلتها الممتدة «شعرت بالحزن والصدمة بسبب الهجوم المهدد للحياة» وشكرت سلطات إنفاذ القانون وخدمات الطوارئ وموظفي المستشفى على مساعدتهم زوجها.
عاد بول بيلوسي إلى المشهد العام بعد أكثر من شهر، عندما ظهر مع نانسي في حفل التكريم في مركز كينيدي. وكان يرتدي قبعة وقفازًا لإخفاء إصاباته.

## التحقيق
حقق مكتب التحقيقات الفيدرالي، وإدارة شرطة سان فرانسيسكو، وشرطة الكابيتول الأمريكية (يو إس سي بّي)، ومكتب المدعي العام الأمريكي، ومكتب المدعي العام لمنطقة سان فرانسيسكو في الهجوم.
قال المدعي العام لمنطقة سان فرانسيسكو بروك جينكينز إن الهجوم يبدو ذا دوافع سياسية بناءً على التصريحات والتعليقات التي أدلى بها ديبيب ليلة الهجوم.
بعد أن قدم له تحذير ميراندا أجرى ديبيب مقابلة مع ضباط قسم شرطة سان فرانسيسكو قال فيها إنه كان يخطط لاحتجاز نانسي كرهينة وأنه رآها «زعيمة مجموعة» الأكاذيب التي يرويها الحزب الديمقراطي. وقال إنه يعتبر نفسه مناضلًا ضد «الاستبداد» وشبه نفسه بالآباء المؤسسين لأمريكا. وأخبر ديبيب الشرطة أنه خطط لاختطاف نانسي واستجوابها، وكان سوف يكسر ركبتيها إذا «كذبت» عليه، معتقدًا أنه من خلال القيام بذلك «سيتعين بعد ذلك نقلها إلى الكونغرس على كرسي متحرك كتحذير لأعضاء الكونغرس الأخرين». كما أخبر الشرطة أنه كان في «مهمة انتحارية» وكان لديه أهداف إضافية في ذهنه، حيث ذكر حاكم ولاية كاليفورنيا غافن نيوسوم، والممثل توم هانكس، وهنتر بايدن كأهداف محتملة.
في اليوم التالي للهجوم وبموجب أمر تفتيش فيدرالي فتش المحققون المرآب في ريتشموند، كاليفورنيا، حيث كان يعيش ديبيب طوال العامين السابقين. وأفاد المحققون بمصادرة «مطرقتين وسيف وزوج من القفازات المطاطية والقماشية» من العقار.
قبل الهجوم لم يكن ديبيب معروفًا لدى شرطة الكابيتول ولم يكن مدرجًا في أي قائمة مراقبة فيدرالية. كان لدى شرطة الكابيتول إمكانية الوصول إلى الكاميرات الأمنية خارج منزل بيلوسي؛ وجرى تركيب الكاميرات - وهي جزء من شبكة تضم نحو 1800 كاميرا يمكن لشرطة الكابيتول الوصول إليها - قبل ثماني سنوات من الهجوم. وأظهرت اللقطات المهاجم وهو يكسر الزجاج ويدخل المنزل. ومع ذلك في وقت الهجوم لم تراقب شرطة الكابيتول لقطات الفيديو الخارجية في الوقت الفعلي عندما لم تكن رئيسة مجلس النواب بيلوسي في المنزل. ورغم أن بيلوسي تلقت تهديدات عنيفة أكثر من أي مشرع آخر (وبوصفها رئيسة البرلمان، فقد كانت برفقة حراسة أمنية عند السفر)، فإن منزلها لم يتلق حماية حية على مدار الساعة.